# Mike Terpstra
Pour les articles homonymes, voir Terpstra.
Mike Terpstra, né le 24 avril 1987 à Beverwijk, est un coureur cycliste néerlandais, professionnel lors de la saison 2015 au sein de l'équipe Roompot Oranje Peloton. Il est le frère de Niki Terpstra, vainqueur de Paris-Roubaix 2014.

## Biographie

### Carrière cycliste
Mike Terpstra naît le 24 avril 1987 à Beverwijk aux Pays-Bas. Il est le frère de Niki Terpstra, ensemble ils n'ont pas de lien de parenté avec la vététiste Anne Terpstra.
Membre de l'équipe Koga-CreditForce-Ubbink Track en 2010, il passe dans l'équipe espagnole Diputación de León-Deyser en 2011 puis court pour le compte de la formation Azysa-Telco'm-Conor en 2012.
Il est membre de l'équipe continentale 3M en 2013 puis de la formation Crosford en 2014.
Il est recruté par la nouvelle équipe continentale professionnelle Roompot pour 2015, qui prend le nom de Roompot Oranje Peloton au cours du mois de mars. 

### Reconversion professionnelle
Après un an au sein de la formation Roompot, Mike Terpstra quitte le peloton professionnel à vingt-huit ans pour travailler chez Vermarcsport une firme de vêtements et d'équipements sportifs qu'il entend développer en aux Pays-Bas. 

## Palmarès
- 2011[1]
  - 3e étape du Tour de Castellón
  - 3e du Trophée Eusebio Vélez
- 2012
  - Trofeo San Antonio
  - Premio Nuestra Señora de Oro
  - 2e de la Coupe d'Espagne
  - 3e du Grand Prix Macario
  - 3e de la Lazkaoko Proba
  - 3e de la Prueba Alsasua
  - 3e de la Xanisteban Saria
- 2014
  - 1re étape du Tour du Piémont Vosgien
  - 2e du Tour du Piémont Vosgien

## Classements mondiaux
| Année           | 2013 |
| --------------- | ---- |
| UCI Europe Tour | 532e |